# Walden Martin
Walden Charles Martin (* 28. September 1891 in Grayville, Illinois; † 17. November 1966 in Zephyrhills, Florida) war ein US-amerikanischer Radrennfahrer.
Walden Martin war einer der besten Amateure seiner Zeit in den USA. Mehrere Male startete er bei nationalen Meisterschaften. Bei der Qualifikation für die Olympischen Spiele in Stockholm belegte er den zweiten Platz hinter Carl Schutte, den er zuvor schon mehrere Mal geschlagen hatte. Beim olympischen Straßenrennen über rund 300 Kilometer um den Mälarensee benötigte er 11 Stunden, 23 Minuten und 55,5 Sekunden und damit etwa eine dreiviertel Stunde länger als der Sieger, Rudolph Lewis aus Südafrika. Er belegte im Einzelrennen Platz 17 und errang gemeinsam mit Schutte, Alvin Loftes und Albert Krushel die Bronzemedaille in der Mannschaftswertung im Straßenrennen (die Zeiten der vier besten Fahrer einer Nationalmannschaft wurden addiert).
Im Februar 1913 war Martin gemeinsam mit dem Fahrer Frederick Windt in einen Unfall verwickelt, als die beiden an einem Rennen auf der Radrennbahn im St. Louis Coliseum teilnahmen; Windt wurde dabei getötet, und Martin verlor ein Bein. Fortan bestritt Martin Radrennen mit einem Holzbein (auf Englisch peg-leg), weshalb er den Spitznamen Peg bekam.